# Plessit
Plessit (Fülleisen) ist ein feinkristallines Gemenge der Minerale Kamacit und Taenit und zählt zu den Eisen-Nickel-Legierungen. Plessit findet sich bei Nickel-Eisenmeteoriten in den Zwischenräumen des Oktaeder-Gerüsts.
Siehe auch: Liste von Legierungen